# Теплоухов, Василий Сергеевич
Васи́лий Серге́евич Теплоу́хов (род. 4 сентября 1979, Тюменская область) — российский борец греко-римского стиля. Заслуженный мастер спорта России (2011), чемпион России (2007), двукратный обладатель кубка мира, призёр чемпионатов мира (2005) и Европы (2007).

## Биография
Отец, Теплоухов Сергей Васильевич, занимался биатлоном, мастер спорта СССР.
Первым тренером был Кукушкин Виктор Федорович, потом тренировался у Фефелова Сергея Борисовича, с 1996 года — у заслуженного тренера России Суздалева Василия Георгиевича.
Женат, двое детей.
Проживает в Новосибирске.